# Magda Julin
Magda Maria Henrietta Julin (Vichy, 24 juli 1894 – Nacka, 21 december 1990) was een Zweedse kunstschaatsster. Julin is geboren als dochter van de Franse muziekproducer Edourd Mauroy en emigreerde op haar zevende naar Zweden.

## Sportcarrière
In 1913 eindigde ze als zesde tijdens de wereldkampioenschappen, toen nog onder haar meisjesnaam Mauroy uitkomend. Tijdens de Olympische Zomerspelen 1920 won Julin de gouden medaille, terwijl ze vier maanden in verwachting was. Vlak voor de kür moest ze nog wisselen van muziek, omdat de compositie An der schönen blauen Donau van Johann Strauss jr. niet was toegestaan, vanwege de Duitse afkomst van Strauss.

### Belangrijke resultaten
| Kampioenschap           | 1911 | 1913 | 1916 | 1918 | 1920 |
| ----------------------- | ---- | ---- | ---- | ---- | ---- |
| Olympische Spelen       |      |      |      |      | Goud |
| Wereldkampioenschap     |      | 6e   |      |      |      |
| Nationaal kampioenschap | Goud |      | Goud | Goud |      |

1908: Madge Syers ·
1920: Magda Julin ·
1924: Herma Plank-Szabo ·
1928: Sonja Henie ·
1932: Sonja Henie ·
1936: Sonja Henie ·
1948: Barbara Ann Scott ·
1952: Jeannette Altwegg ·
1956: Tenley Albright ·
1960: Carol Heiss ·
1964: Sjoukje Dijkstra ·
1968: Peggy Fleming ·
1972: Beatrix Schuba ·
1976: Dorothy Hamill ·
1980: Anett Pötzsch ·
1984: Katarina Witt ·
1988: Katarina Witt ·
1992: Kristi Yamaguchi ·
1994: Oksana Bajoel ·
1998: Tara Lipinski ·
2002: Sarah Hughes ·
2006: Shizuka Arakawa ·
2010: Kim Yuna ·
2014: Adelina Sotnikova ·
2018: Alina Zagitova ·
2022: Anna Sjtsjerbakova